# Hawarden Castle
Hawarden Castle, även New Hawarden Castle, är ett slott i Wales. Det ligger nära staden Hawarden i kommunen Flintshire, 270 km nordväst om London. Det uppfördes 1752. Den tidigare premiärministern William Ewart Gladstone var bosatt på godset till sin död 1898. Tidigare hade det tillhört hans hustru, Catherine Glynnes familj. Det ägs fortfarande av familjen Gladstone, den nuvarande ägaren är Sir William Gladstone.
Hawarden Castle ligger 64 meter över havet. Närmaste större samhälle är Chester, 8 km öster om Hawarden Castle. 

## Ruinen
På slottets ägor ligger en gammal borgruin, Hawarden Old Castle, vars ålder är okänd, men kan ha sitt ursprung i järnåldern. Den ursprungliga borgens ska ha förstörts och därefter blivit ersatt under 1200-talet. Borgen var en viktig byggnad under den walesiska kampen för självständighet under 1200-talet. Efter det engelska inbördeskriget på 1600-talet förstördes borgen. Allmänheten har tillträde till ruinen. 

## Galleri

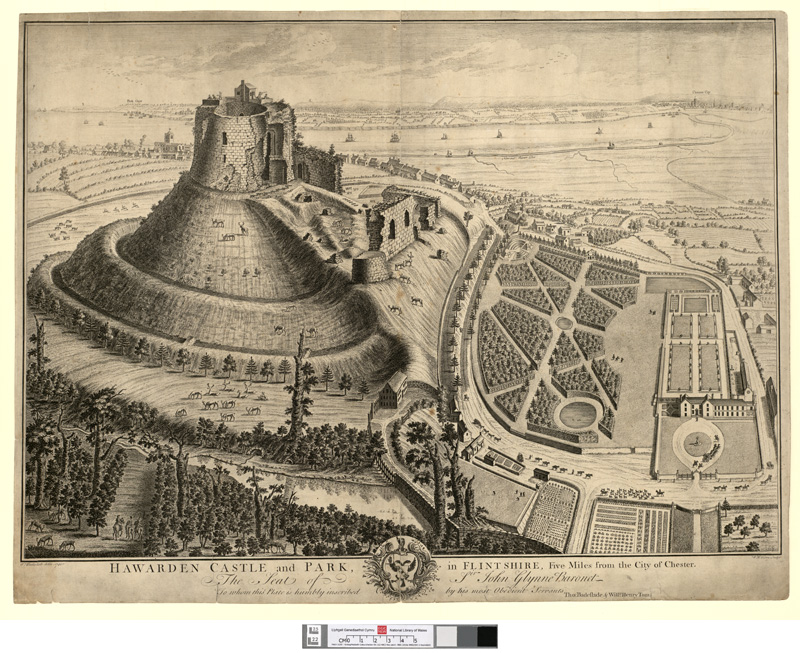
Den gamla borgruinen och det nya slottet.
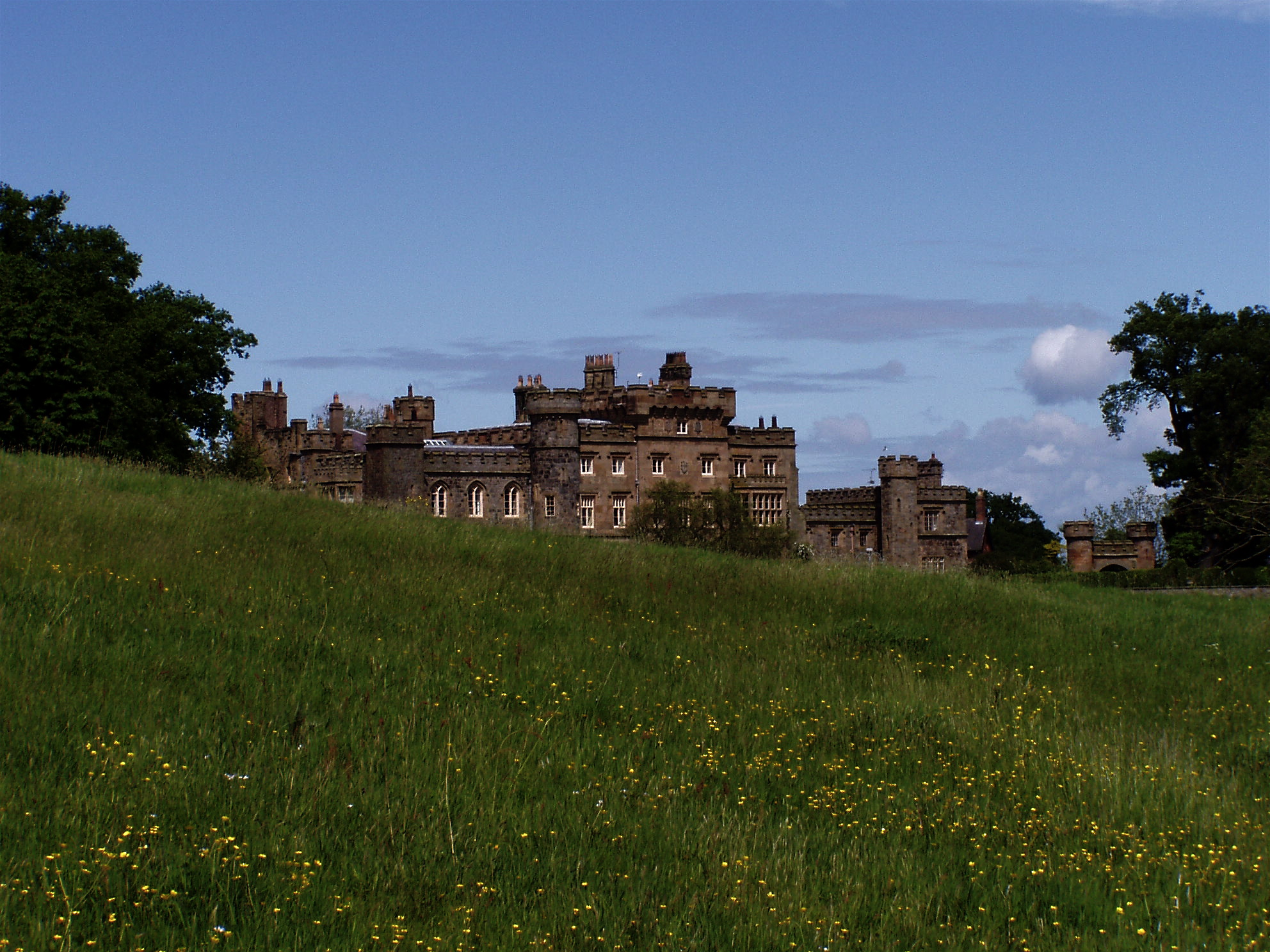
Det nuvarande slottet.
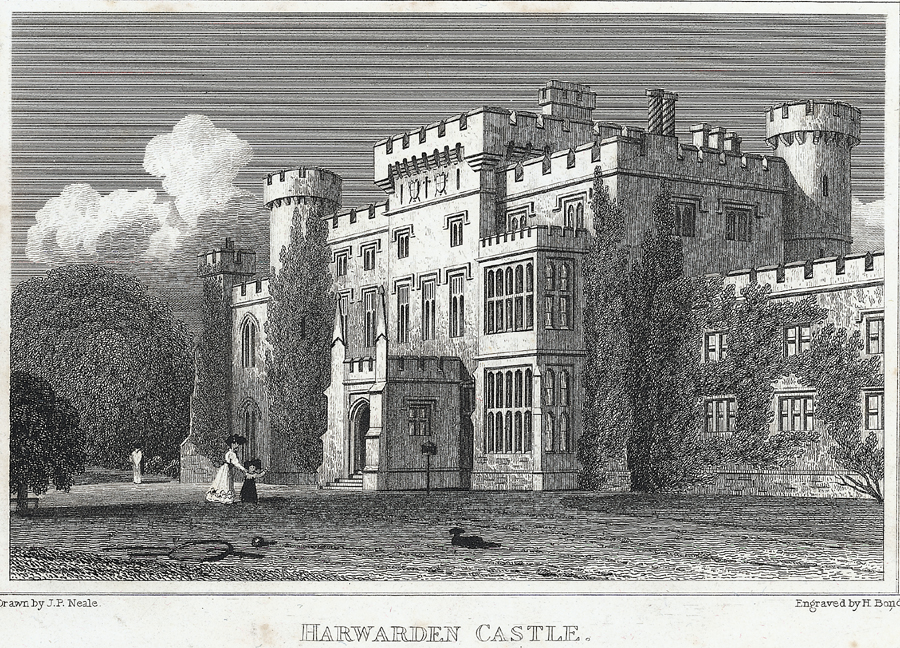
Gravyr från 1800-talet
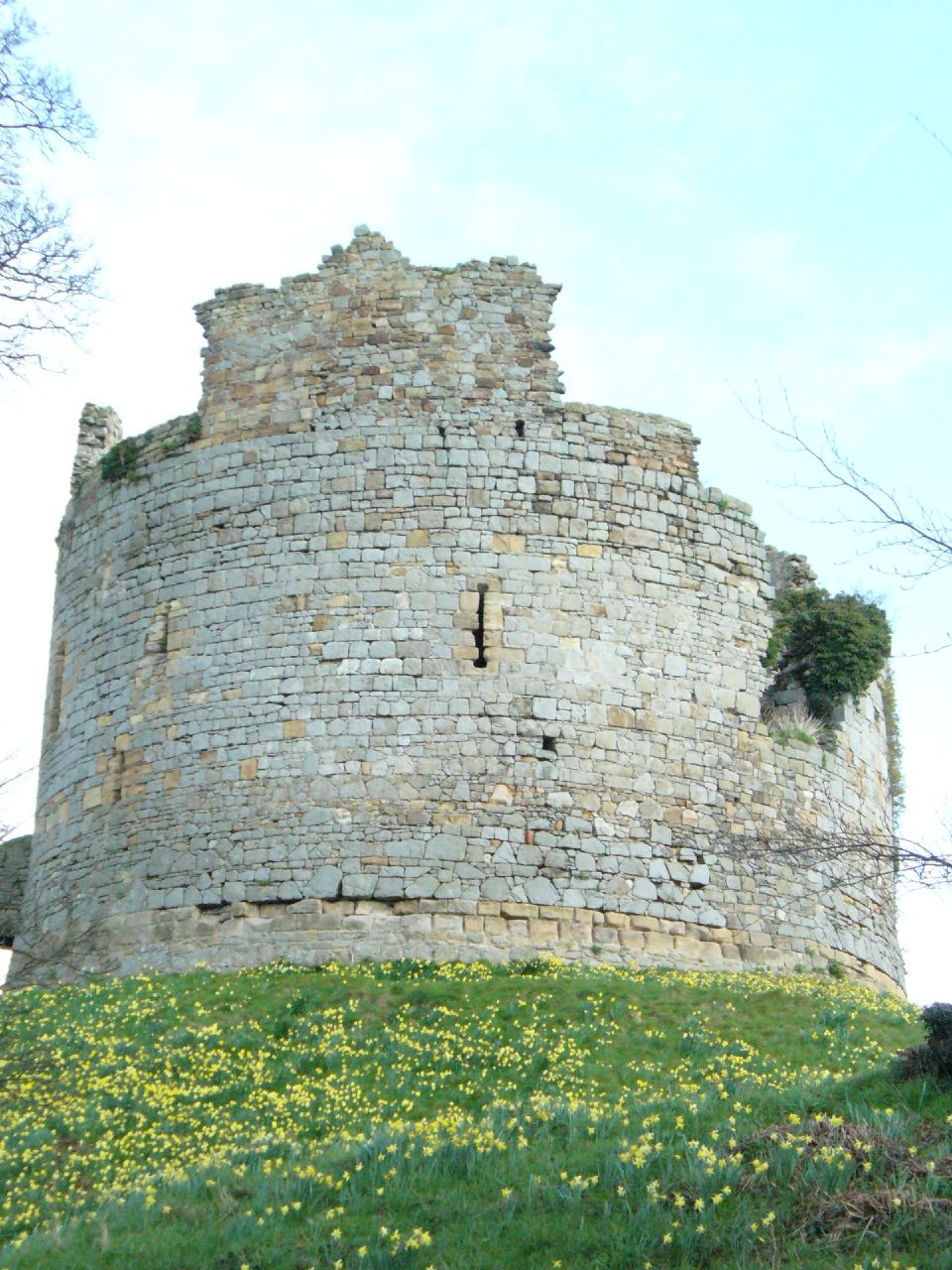
Den gamla borgruinen